# Model ASA
ASA model oziroma model privlačenja, selekcije in odhajanja zaposlenih je model, ki ga je leta 1987 predlagal Schneider za opis organizacijskega vedenja. Model predpostavlja, da ljudi privlačijo in izbirajo organizacije na podlagi sklada med njihovimi osebnostnimi značilnostmi in značilnostmi organizacije. Če zaposleni sčasoma odkrijejo, da tega sklada ni, napustijo organizacijo. Na ta način homogenost organizacije narašča zaradi ljudi, ki so ostali v organizaciji. Močna homogenost pa vodi k stagnaciji in v najhujšem primeru propadu organizacije. 

## Osrednja ideja modela
Osrednja ideja ASA modela je ta, da ljudje niso naključno razporejeni v različne situacije v življenju, še posebej ne v delovne organizacije. Izid iz treh med seboj povezanih dinamičnih procesov (privlačenje-selekcija-odhajanje) določa kakšen tip ljudi je del organizacije, kar posledično opredeljuje tudi samo organizacijo oziroma njeno strukturo, klimo, kulturo in procese v njej. Ta ideja je različna od zgodnejših perspektiv, ki predlagajo da organizacije opredeljujejo  tehnologija, struktura, ter zunanje okolje, ne pa ljudje kot to predlaga Schneider.
Ljudi privlačijo in jih izbirajo tiste organizacije, s katerimi oni sami mislijo, da se bodo dobro uskladili. Model predpostavlja da, različne ljudi privlačijo različne organizacije na podlagi ujemanja njihovih in organizacijskih značilnosti. Po modelu ti ljudje, ki se ne ujamejo z organizacijo bodo odšli, kar bo povzročilo še večjo rast homogenosti ljudi v delovni organizaciji. Posamezniki, ki se ne ujemajo dobro z organizacijo lahko poskusijo spremeniti vrednote določene organizacije, vendar le-ti večinoma prilagodijo svoje vedenje in celo temeljne vrednote, da bi lahko prišlo do zaželenega sklada med njimi in organizacijo.
cilji organizacije so ti, ki določajo kakšne ljudi bo organizacija privlekla in izbrala. Ti so skupaj s procesi, strukturo in kulturo, ki so se pojavili za lažje doseganje teh ciljev pravzaprav odraz posebnih osebnostnih značilnosti ustanovitelja oziroma ustanoviteljice organizacije in njegovih ali njenih kolegov in kolegic. Oni iščejo sebi osebnostno podobne ljudi, ki naj bi posledično imeli tudi podobne cilje.
Cikel privlačenje-selekcija-odhajanje ustvarja podobnost med ljudmi, ki so zaposleni v določeni organizaciji. Za njih se predpostavlja da delijo skupna ozadja, značilnosti, razne usmerjenosti, vrednote, osebnosti in stališča. Schneider s svojimi sodelavci imenuje ta učinek „hipoteza homogenosti“. Predvidevajo, da je ta učinek disfunkcionalen za organizacije, saj na ta način te sčasoma postajajo manj odzivne na različne spremembe, grožnje in priložnosti v zunanjem okolju. Posledično organizacija vstopi v obdobje stagnacije, kateri sledi morebitan propad organizacije, če se le-ta ne vstavi. 
Ljudje se lahko prilagodijo takšni disfunkcionalni organizaciji in tej disfunkciji tudi prispevajo namesto, da bi spremenili organizacijo v pozitivni smeri. Iz razvojne perspektive torej ni vedno dobro biti dobro prilagojen. Ljudje lahko rastejo in se več tega naučijo v situacijah, ki jim predstavljajo izziv. Za skupine, ki so manj homogene je bolj verjetno da bodo inovativnejše .
Zakaj pa se organizacije celo v isti industriji, ki imajo zelo podobne cilje in strukture razlikujejo v načinu plačanja, strukturi in kulturi? Strukture, procesi in kulture vsake organizacije so edinsvene prav zaradi različnih osebnostih ljudi, ki so v le-teh zaposleni. Organizacije privlačijo različne tipe ljudi.
ASA cikel se začne ko so ljudje na različen način pritegnjeni k različnimi organizacijami na podlagi osebnosti njihovih že obstoječih članov. Organizacije potem izberejo tiste, ki se z njimi najbolj ujemajo. Ker je pomanjkanje skladnosti nezaželeno, tisti, ki se z organizacijo dobro ne ujemajo, večinoma odidejo.

## Faze modela

### Privlačenje
Posebne tipe ljudi privlačijo posebni tipi zaposlitev. Osebnost in okolje sta med seboj povezana in ljudje izbirajo tiste organizacije v katerih bodo obkroženi z ljudmi, ki so njimi podobni. Ko ljudje, ki imajo podobne osebnosti delajo skupaj, ustvarjajo takšno okolje, ki ustreza njihovemu tipu osebnosti in nagrajuje takšen tip vedenja. Večja je verjetnost, da bo posameznik v organizaciji bolj zadovoljen, produktiven in  predan, če je ujemanje med organizacijsko kulturo in njegovimi vrednotami močno.
Različne posameznikove osebnostne značilnosti se povezujejo s privlačnostjo do različnih organizacijskih značilnosti. Posamezniki, ki jih privlačijo posamezne organizacije se razlikujejo od posameznikov, ki jih iste organizacije ne privlačijo. Razlog temu je prav variranje v njihovi osebnosti. Privlačnost kandidata do posamezne organizacije temelji na skladnosti med vrednotami in cilji, medtem ko njihov namen, da sprejmejo ponudbo za zaposlitev temelji na skladnosti med zahtevami specifičnega delovnega mesta in njhovimi sposobnostmi, spretnostmi in znanjem. Pokazalo se je, da to kako kandidati zaznavajo lastno ujemanje z organizacijo močno predvideva to kako pritegnjeni bodo k organizaciji in kakšna bo njihova namera glede sprejemanja ponudbe za zaposlitev.

### Selekcija
ASA model predpostavlja, da so organizacije skozi procesa selekcije in zaposlovanja nagnjene k tem, da izbirajo kandidate čigave osebnostne značilnosti so najbolj podobne tistim od trenutnih članov, vendar z različnimi kompetencami, ki jih zahtevajo različne funkcije. Selekcijski procesi imajo dvojno funkcijo, saj organizacije potrebujejo različne tipe ljudi za različna delovna mesta. Ljudje, ki so del iste organizacije ampak imajo različno funkcijo v le-tej, naj bi se razlikovali v kompetencah, vendar delili podobne osebnostne značilnosti.
Selekcijski proces se začne z bazenom kandidatov sestavljenim iz ljudi, ki jih privlači določena organizacija ker zaznavajo dobro ujemanje med svojimi vrednotami in cilji in vrednotami in cilji te organizacije. Med samo selekcijsko fazo, organizacija izbira tiste kandidate, za katere meni, da se najbolj ujemajo z značilnostmi organizacije, ter tako prispeva še večji homogenosti osebnosti in vrednot.

### Odhajanje
Tako kot faza privlačenja in selekcije, tudi faza odhajanja prispeva še večji homogenosti ljudi v organizaciji. Ko je zaznano pomankljivo ujemanje med posameznikom in organizacijo, posameznik organizacijo zapusti. Tisti, ki v organizaciji ostanejo so bolj podobni že obstoječim članom glede na osebnostne značilnosti. Prav na ta način tudi faza odhajanja pospešuje homogenost organizacije. ASA model predpostavlja, da čez čas organizacija postane bolj homogena v smislu osebnosti zaposlenih tako, da izključuje člane, ki se z njo ne ujemajo in obdržuje tiste, ki se.

## Uporabnost modela
ASA model je lahko prikladen tako za organizacijo kot tudi za strokovnjake, ki iščejo službo. Organizacija naj bi pri temeljitem pregledu kompetenc in značilnosti potencialnih kandidatov iskala podobnosti med motivacijo, cilji in vrednotami organizacije in motivacijo, cilji in vrednotami posameznika, da bi zagotovila dobro ujemanje med podjetjem in zaposlenim.
Potencialni kandidati naj bi v selekcijski fazi bili sposobni predstaviti svoje interese, osebnostne značilnosti, vzorce obnašanja, vrednote organizaciji, ki jih je pritegnila. Glede na to, da je ujemanje med posameznikom in organizacijo glavni napovednik selekcijskega procesa in nadaljnjega uspešnega sodelovanja, lahko potencialni kandidati raziščejo kakšen tip osebe oziroma kakšne kvalitete pri osebi ta organizacija potrebuje, kakšne kvalitete posedujejo obstoječi zaposleni in kako so le-tem podobni.